# Xây cất bằng gạch

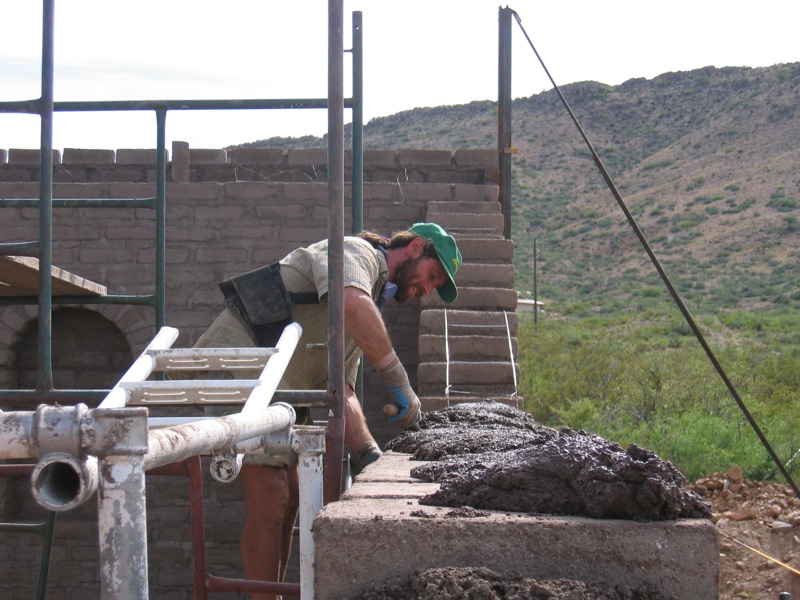
Một thợ xây đặt vữa lên trên một khối hoàn thành, trước khi đặt khóa tiếp theo.

Xây cất bằng gạch hay ngành thợ nề là phương cách kết hợp gạch nung và đá với nhau bằng vữa xây. Gạch thường được xếp ngay ngắn thành hàng lớp ngang dọc cấu tạo một khối thống nhất để chịu lực. Muốn giảm cơ nguy gạch long ra thì phải tránh xếp gạch trùng mạch. Vật liệu thành phần làm nên khối xây thường là những vật liệu cứng ròn, chịu ứng suất nén rất tốt; sức chịu ứng suất kéo thì kém hơn. Tổng hợp khối xây cũng theo đó chịu nén tốt.

## Cấu tạo

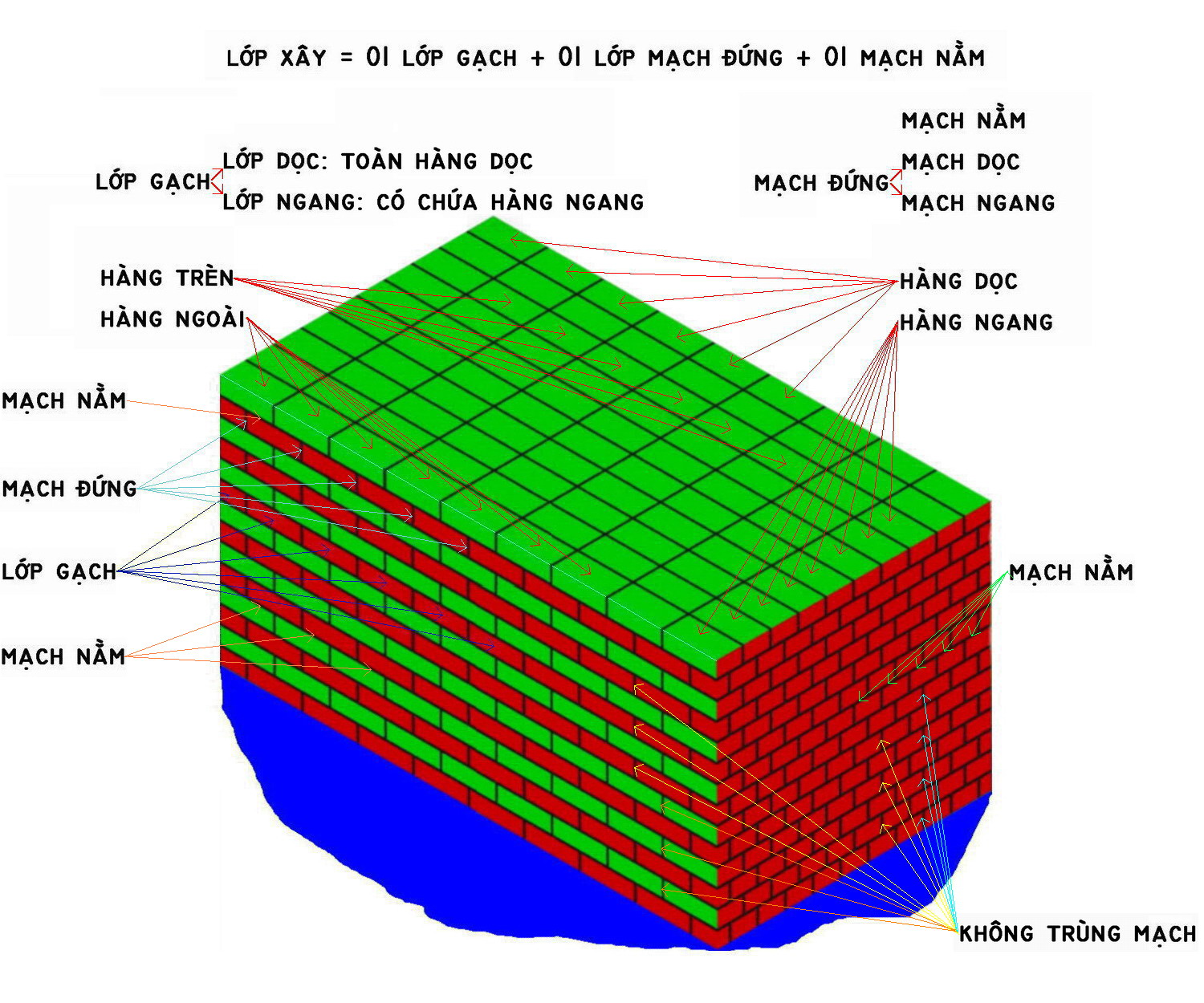
cấu tạo cơ bản của khối xây chịu tải trọng nén thẳng đứng

Thành phần khối xây bao gồm các lớp gạch đá nằm chồng lên nhau. Lớp vữa nằm giữa hai lớp gạch đá kề nhau, có bề mặt trải rộng song song với mặt lớp và vuông góc với phương của lực nén, gọi là mạch vữa nằm. Một lớp xây bao gồm một lớp gạch đá đi kèm với một mạch vữa nằm bên dưới. Lớp xây có bề mặt vuông góc với phương tác dụng của lực nén. Các mạch vữa giữa các viên gạch đá trong một lớp (chỉ nằm trong nội bộ một lớp), và chúng nằm dọc theo phương chịu lực nén gọi là các mạch vữa đứng.
Mỗi lớp gạch đá gồm một hay nhiều hàng, mà mỗi hàng là một dãy các viên gạch đá nối tiếp nhau. Viên gạch đá có bề dài được xếp dọc theo chiều dài của hàng, gọi là viên dọc. Hàng gồm toàn viên dọc, gọi là hàng dọc. Viên gạch đá có bề ngang được xếp dọc theo chiều dài của hàng, gọi là viên ngang. Hàng gồm toàn viên ngang, gọi là hàng ngang. Hàng nằm giáp mặt bên khối xây gọi là hàng ngoài. Hàng nằm bên trong lõi khối xây gọi là hàng trèn.
Mạch vữa đứng, nằm giữa các hàng gạch đá trong một lớp xây, là mạch vữa đứng dọc (gọi tắt là mạch dọc). Mạch vữa đứng, nằm giữa các viên gạch trong mỗi một hàng của một lớp xây gọi là mạch đứng ngang (gọi tắt là mạch ngang).
Các lớp xây gồm chỉ toàn các hàng gạch dọc sắp theo cùng một hướng gọi là lớp xây dọc (lớp dọc thuần túy). Các lớp xây có tồn tại một hay nhiều hàng gạch ngang có thể gọi là lớp ngang.

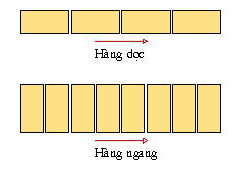
Hàng gạch dọc và hàng gạch ngang.

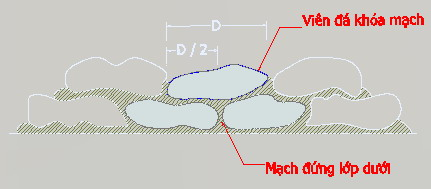
Dùng viên khóa mạch ở lớp trên đặt vắt ngang qua mạch vữa đứng để xử lý hiện tượng trùng mạch.

Để đảm bảo cho khối xây chịu lực nén ép tốt như một thể thống nhất mà không có sự dịch chuyển của các phần khối xây, thì các mạch vữa đứng của các lớp trong khối xây phải không được nối liên thông với nhau thành tuyến thẳng hàng hay gần thẳng hàng dọc theo phương chịu lực nén. Hiện tượng các mạch vữa đứng của các lớp trong khối xây nối liên thông liên tiếp với nhau thành tuyến dọc theo phương chịu lực nén gọi là sự trùng mạch.
Để xử lý sự trùng mạch trong khối xây nguyên tắc cơ bản là dùng các viên gạch hay đá có một chiều kích thước lớn đặt vắt ngang qua bên trên mỗi mạch vữa đứng của lớp xây ngay bên dưới. Viên gạch đá vắt ngang qua bên trên mỗi mạch vữa đứng gọi là viên khóa mạch, và chiều kích thước vắt vuông góc ngang qua mạch đứng cần khóa mỗi bên một nửa, ký hiệu là D, gọi là chiều khóa mạch của viên khóa mạch. Phần nửa chiều dài khóa mạch của viên khóa mạch nằm về mỗi bên của mạch đứng được khóa, ký hiệu là D/2, gọi là độ khóa mạch. Các mạch đứng lớp dưới được các viên gạch ở ngay bên trên khóa mạch. Tất cả các viên gạch khóa mạch lớp dưới, tự nhiên tạo thành một lớp xây ngay bên trên, khóa mạch lớp dưới.
Đối với xây đá hộc (đá tảng), do hình dạng các viên đá rất đa dạng, không có một tiêu chuẩn thống nhất về độ lớn chiều khóa mạch cho các viên khóa mạch. Nên muốn tránh trùng mạch, chỉ có cách chọn những viên có một chiều kích thước lớn để làm viên khóa mạch. Đối với xây gạch, do gạch là vật liệu nhân tạo, để dễ ràng xử lý trùng mạch khi xây, con người thường sản xuất gạch theo một mo-dul là: bề dài viên gạch L xấp sỉ bằng hai lần bề ngang viên gạch 2B, L ≈ 2B. Vậy nên trong khối xây gạch chỉ có 4 trường hợp sau xảy ra:
- Trường hợp lớp dọc chồng lên lớp dọc (các lớp dọc thuần túy, chồng lên nhau), thì độ lệch mạch D/2 = L/2, một nửa bề dài viên gạch.
- Trường hợp lớp ngang chồng lên lớp ngang, thì độ lệch mạch D/2 = B/2 = L/4, một phần tư bề dài viên gạch.
- Trường hợp lớp dọc chồng lên lớp ngang, thì độ lệch mạch D/2 = B/2 = L/4, một phần tư bề dài viên gạch.
- Trường hợp lớp ngang chồng lên lớp dọc, thì độ lệch mạch D/2 = B/2 = L/4, một phần tư bề dài viên gạch.

Tóm lại khi xây gạch, để khỏi trùng mạch, độ lệch mạch trong khối xây phải lớn hơn hay bằng (tức không nhỏ hơn) một phần tư chiều dài viên gạch, D/2 ≥ L/4.
Vật liệu tạo thành khối xây, đều là các dạng vật liệu ròn, chịu ứng suất nén rất tốt, nhưng chịu ứng suất kéo kém. Do đó khối xây là loại kết cấu công trình thích hợp cho việc chịu các tải trọng gây ra các ứng lực nén ép vuông góc với các lớp xây, và rất không thích hợp để chịu các tải trọng gây ra ứng lực kéo hay mô men.
Nếu các tải trọng tác dụng thẳng đứng theo phương trọng lực, thì nên sử dụng khối xây dạng trụ, vách đứng (tường, trụ xây) hay dạng khối (như móng) có các lớp xây nằm ngang, hoặc khối xây dạng vòm hay vòm cuốn có các lớp xây dạng rẻ quạt hướng tâm vòm (tức là lớp xây vuông góc với phương tiếp tuyến trục vòm) vì kết cấu dạng vòm chịu tải trọng thẳng đứng thường chỉ xuất hiện ứng lực nén dọc theo phương trục vòm. Khối xây dạng vòm và vòm cuốn, là kết cấu cổ xưa nhất mà con người tạo ra để vượt các nhịp không gian bằng vật các liệu ròn truyền thống, trước khi con người tìm thấy và sử dụng các vật liệu dẻo như thép hay cốt thép trong bê tông để chịu những thành phần ứng lực kéo hay mô men thường có trong các loại kết cấu khác mà cũng có khả năng vượt nhịp không gian như kết cấu dầm, kết cấu dàn, kết cấu dây treo (cáp treo),...
Nếu sử dụng khối xây chịu các tải trọng ngang thì, nên tạo ra khối xây dạng khối có bề dày lớn (như đê đập), để lợi dụng độ ổn định (cân bằng bền) do bề dày lớn đem lại chống lại tác động của tải trọng ngang (khi đó các lớp xây có thể vẫn nằm theo phương ngang). Trong trường hợp khối xây có bề dày nhỏ nhưng vẫn phải chịu tải ngang như khối xây tường chắn hay khối xây tường bể, thì phải tạo thêm cho khối xây các gân gia cường (trụ liền tường) để phân bớt tải trọng hoặc tường có mặt bên cong lồi về phía chịu áp lực (tương tự hiệu ứng vòm), hay tạo các lớp xây thẳng đứng (trong trường hợp tường bể, tránh trùng mạch theo phương ngang). 

### Đợt xây
Đợt xây là đơn vị thành phần của khối xây chia theo chiều cao. Khối xây được phân chia thành các phần theo chiều cao gọi là đợt xây vì 2 lý do sau:
- Tầm vóc (chiều cao) của con người là có hạn. Cao độ công tác của mọi người thợ đứng xây tối đa là khoảng 1,5 m so với mặt sàn công tác (ngay dưới chân người thợ). Tầm cao công tác hiệu quả của người thợ là khoảng 0,2-1,2 m so với sàn công tác (0,2-0,7 m là thuận lợi với tư thế ngồi xổm, còn 0,8-1,2 m là thuận lợi với tư thế đứng). Nếu muốn xây các phần khối xây ở độ cao >1,5 m so với nền đất (hoặc sàn nhà) thì phải bắc giáo công tác để người thợ đứng lên đó thi công xây đợt xây cao (chuyển vị trí đứng của người thợ lên độ cao mới là mặt sàn công tác của giáo công tác).
- Khối xây là sự kết hợp giữa hai loại vật liệu là gạch đá, đã có khả năng chịu lực từ trước, với vữa xây - khi xây chưa có khả năng chịu lực mà sẽ phát triển cường độ dần theo thời gian sau khi đông cứng. Cho nên nếu xây quá cao mà vữa chưa kịp đông cứng, khối xây sẽ mất khả năng chịu lực, cần phải hạn chế chiều cao xây để chờ vữa đông cứng.

Chiều cao của một đợt xây khoảng 1,5 m. Trong mỗi đợt xây có một hay nhiều phân đoạn. Xây hết các phân đoạn trong một đợt xây thì nên quay về xây tiếp phân đoạn đầu tiên của đợt xây tiếp trên, sau khi đã bắc giáo công tác.

### Phân đoạn xây
Phân đoạn xây là đơn vị thành phần của khối xây được chia ra theo các phương mặt bằng, sao cho đủ khối lượng công tác cho mỗi tổ đội công nhân làm việc đạt năng xuất ngày công 8 giờ đồng hồ, và độc lập về không gian làm việc với các tổ đội khác. Trong một đợt xây có thể có một hay nhiều phân đoạn xây. Một ngày 24 giờ có thể chia tối đa làm 3 ca sản xuất (có thể 1 ca/ngày, 2 ca/ngày, hay 3 ca/ngày), tuy nhiên một tổ đội công nhân mỗi ngày chỉ làm việc trên một phân đoạn duy nhất và trong 8 tiếng đồng hồ. Nếu tổ chức làm nhiều ca trong ngày thì phải tổ chức số lượng tổ đội khác nhau bằng với số ca làm việc, và sắp xếp làm trên các phân đoạn xây độc lập, liên tiếp nhau.

### Mỏ xây

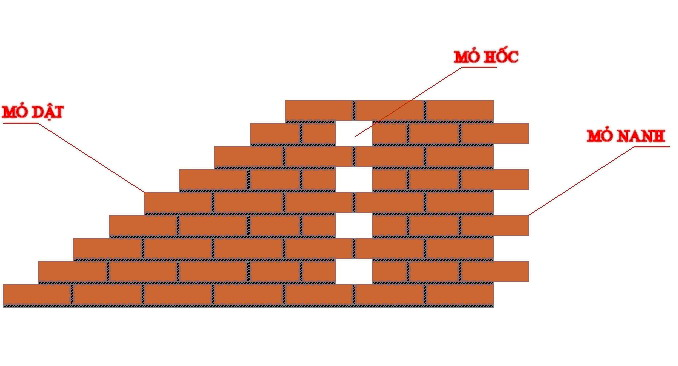
các loại mỏ xây

Mỏ xây là gián đoạn kỹ thuật trong khối xây theo phương mặt bằng, giữa hai phân đoạn xây trước và sau, đồng thời là mối nối giữa hai phân đoạn đó. Mỏ xây nằm ở hai đầu mỗi phân đoạn, là nơi kết thúc một phân đoạn. Có ba loại mỏ xây là: mỏ dật, mỏ nanh và mỏ hốc.
Mỏ dật là loại mỏ xây chất lượng tốt nhất. Cách để mỏ dật là cách xây tự nhiên của các viên gạch khóa mạch đứng, tại đầu mỗi phân đoạn, của mỗi một lớp xây. Do vây, không có sự khác biệt về chất lượng giữa phần khối xây tại vị trí mỏ với phần khối xây nằm trong ruột mỗi phân đoạn xây trước và xây sau. Tuy nhiên, nhược điểm của việc để mỏ dật là diện xây của mỗi phân đoạn giảm dần theo chiều cao khi để mỏ dật, (diện xây có dạng hình thang càng lên cao càng nhỏ dần), dẫn tới năng suất xây giảm dần theo chiều cao khi để mỏ dật.
Mỏ nanh và mỏ hốc thì ngược lại, chất lượng phần khối xây tại vị trí để các loại mỏ này không được tốt: khi để mỏ các viên gạch tạo thành các nanh chìa thường có dạng con-son, mà lại chỉ được giữ bởi một lớp vữa mạch nằm còn tươi và ở dạng lỏng khi xây, nên thường bị gục xuống, không đảm bảo cho lớp xây ngang bằng tại vị trí mỏ; đồng thời các mạch vữa tại vị trí các mỏ này thường không thể no đầy, tạo ra các khe rỗng gây giảm yếu cho khối xây tại vị trí mỏ. Tuy nhiên, ưu điểm của hai loại mỏ này là diện xây không đổi theo chiều cao (tuy có hơi răng cưa tại vị trí mỏ), nên năng suất xây ổn định hơn so với việc để mỏ dật.

### Cữ xây
Cữ xây là độ dày trung bình của một lớp xây, bao gồm một lớp gạch đá kèm với một mạch vữa nằm ở bên dưới lớp gạch đá. Trong khối xây đá hộc thường cữ xây bằng khoảng 250–400 mm (mạch vữa khoảng 15 mm). Còn trong khối xây gạch chỉ, cữ xây dày khoảng 75–77 mm, (gạch dày 65 mm, mạch vữa nằm dày khoảng 10 mm).

## Phân loại khối xây

### Phân loại theo vật liệu thành phần
- khối xây gạch
- khối xây đá

Về thành phần vữa có các loại khối xây:
- Khối xây vữa xi măng cát. Loại này dùng vữa có thành phần gồm cát làm cốt liệu và xi măng là chất kết dính.
- Khối xây vữa tam hợp (ba ta). Loại này sử dụng vữa xây có thành phần kết dính là hỗn hợp của hai hay nhiều chất kết dính (như: vôi kết hợp với xi măng, hay vôi với đường mật mía (vữa cổ truyền),...).
- Khối xây vữa vôi. Thành phần vữa là cát (cốt liệu) và vôi (chất kết dính).

### Phân loại theo loại hình kết cấu khối xây (công năng)
- Khối xây móng
- Khối xây trụ gạch hay đá
- Khối xây tường
- Khối xây vòm cuốn
- Khối xây đê kè, đập,...

## Vật liệu xây

### Gạch đá
- Đá xây

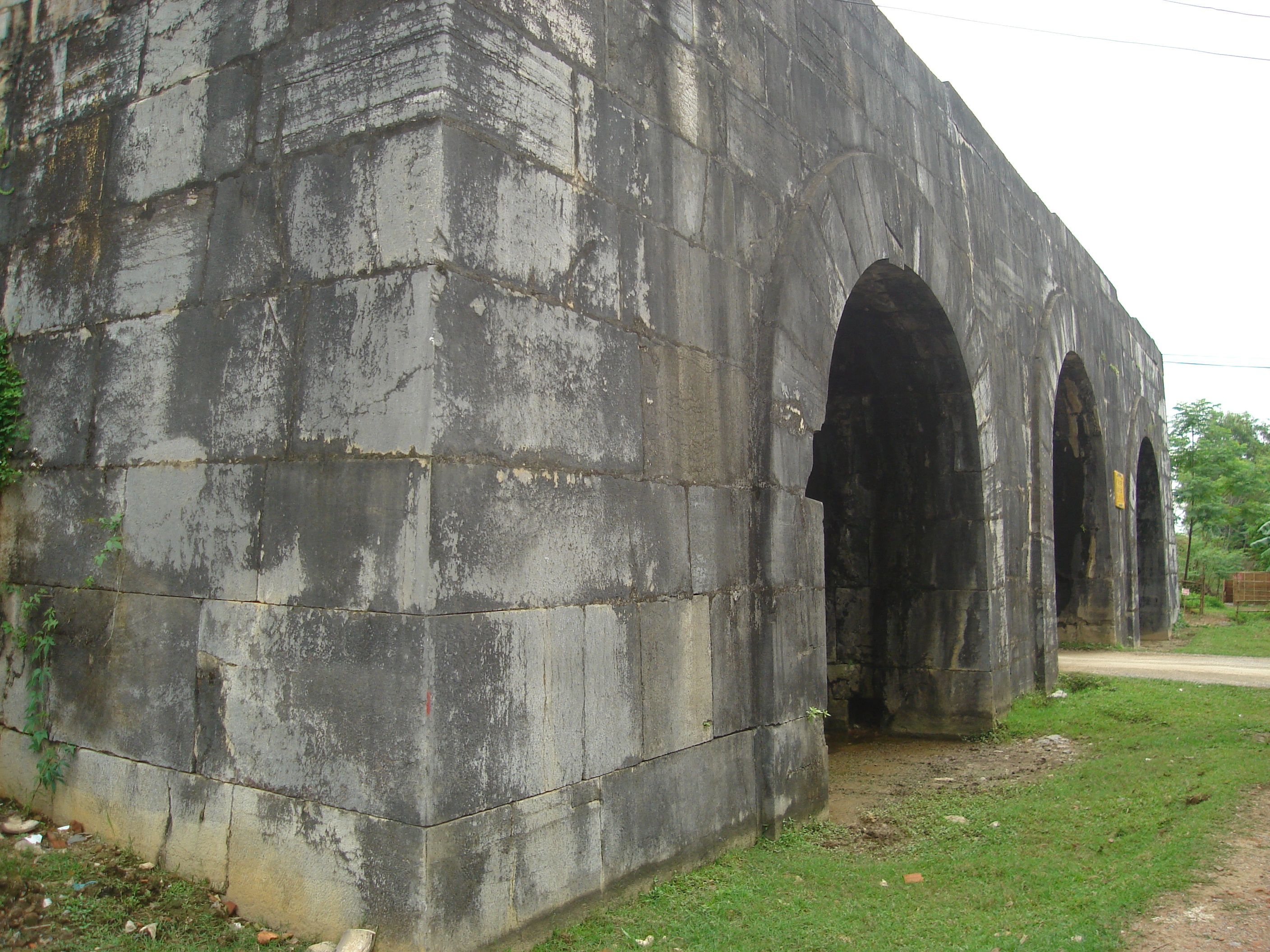
khối xây đá đẽo thành nhà Hồ, Việt Nam.
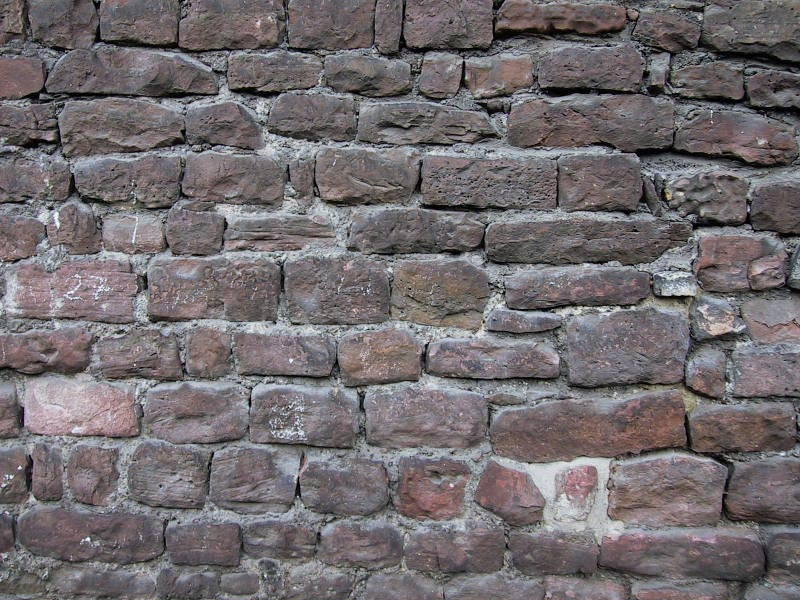
Tường thành xây bằng đá ở Worms, Đức.

- Gạch xây

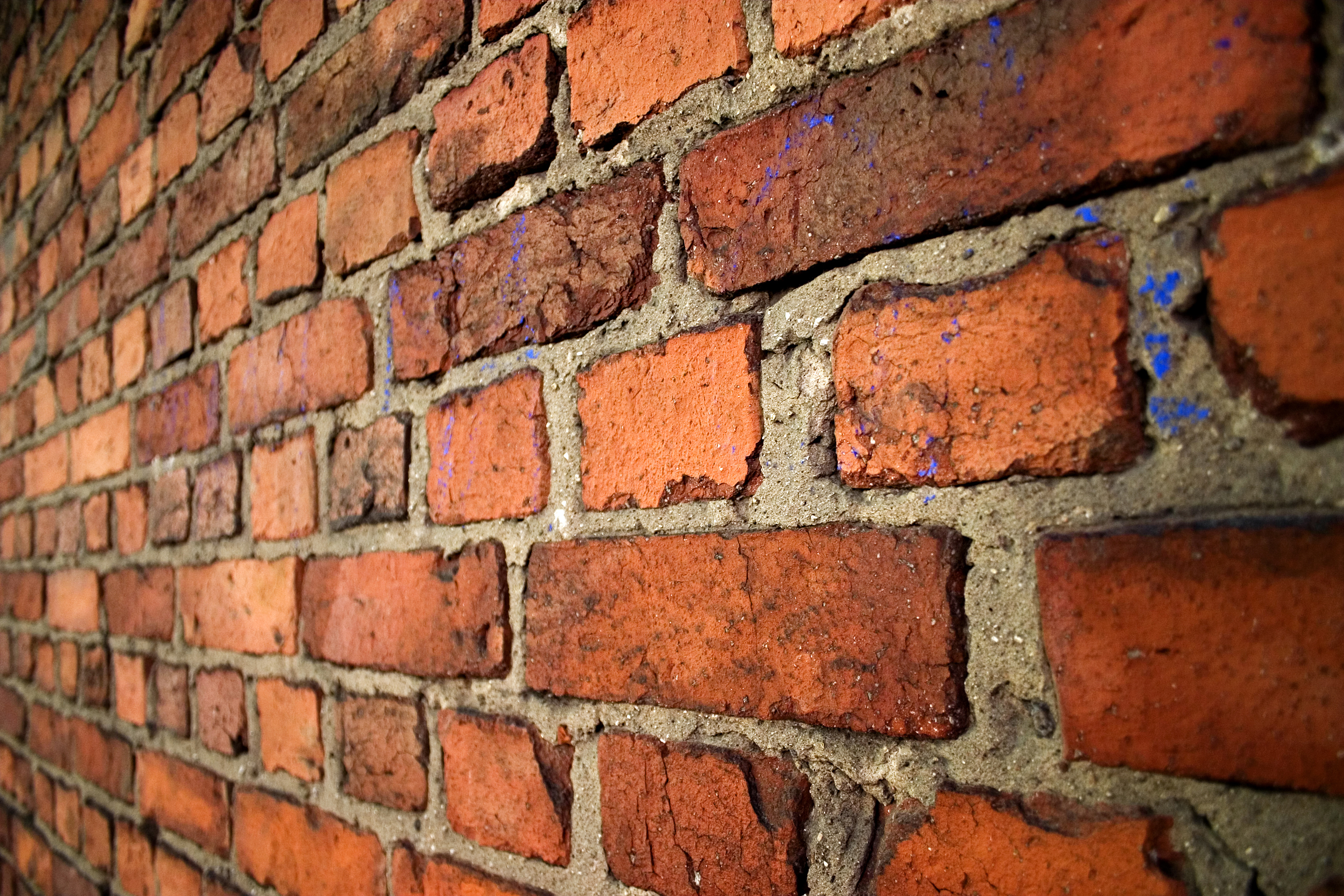
Tường gạch chỉ.
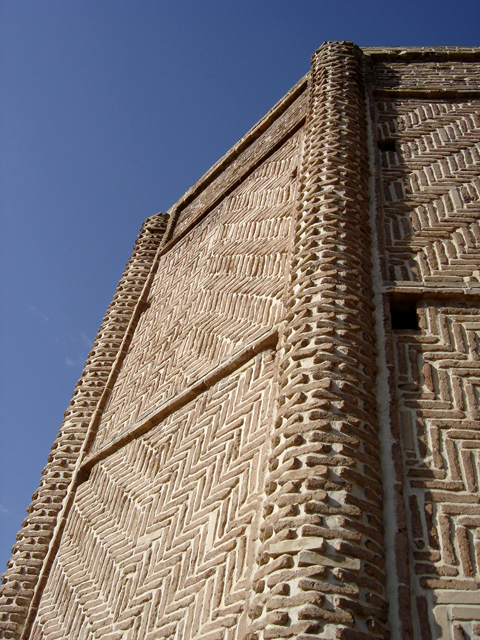
Tường xây bằng gạch của tháp Shebeli ở Iran.
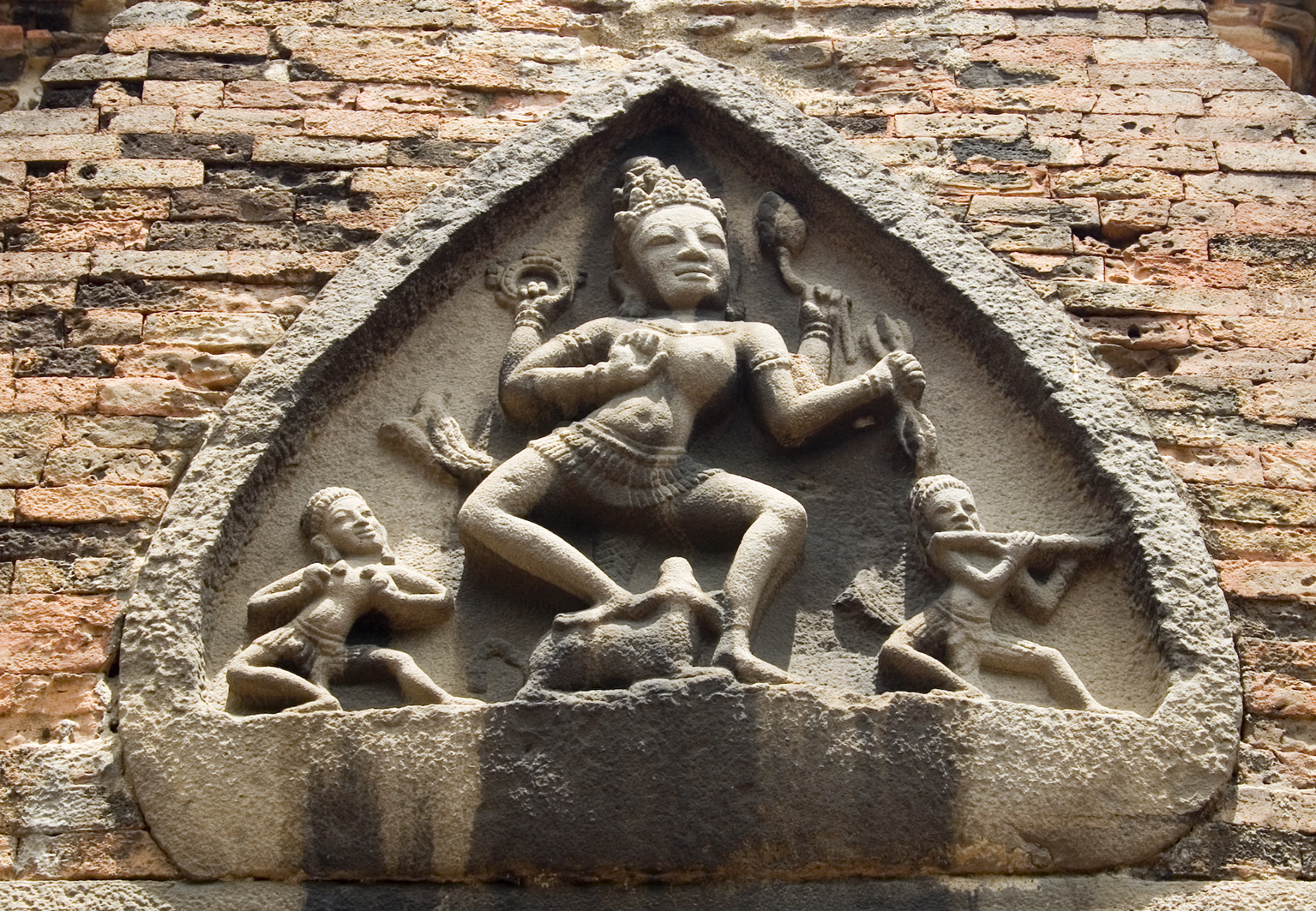
Khối xây tháp Chăm (tháp Po Nagar), bằng gạch không cần mạch vữa.
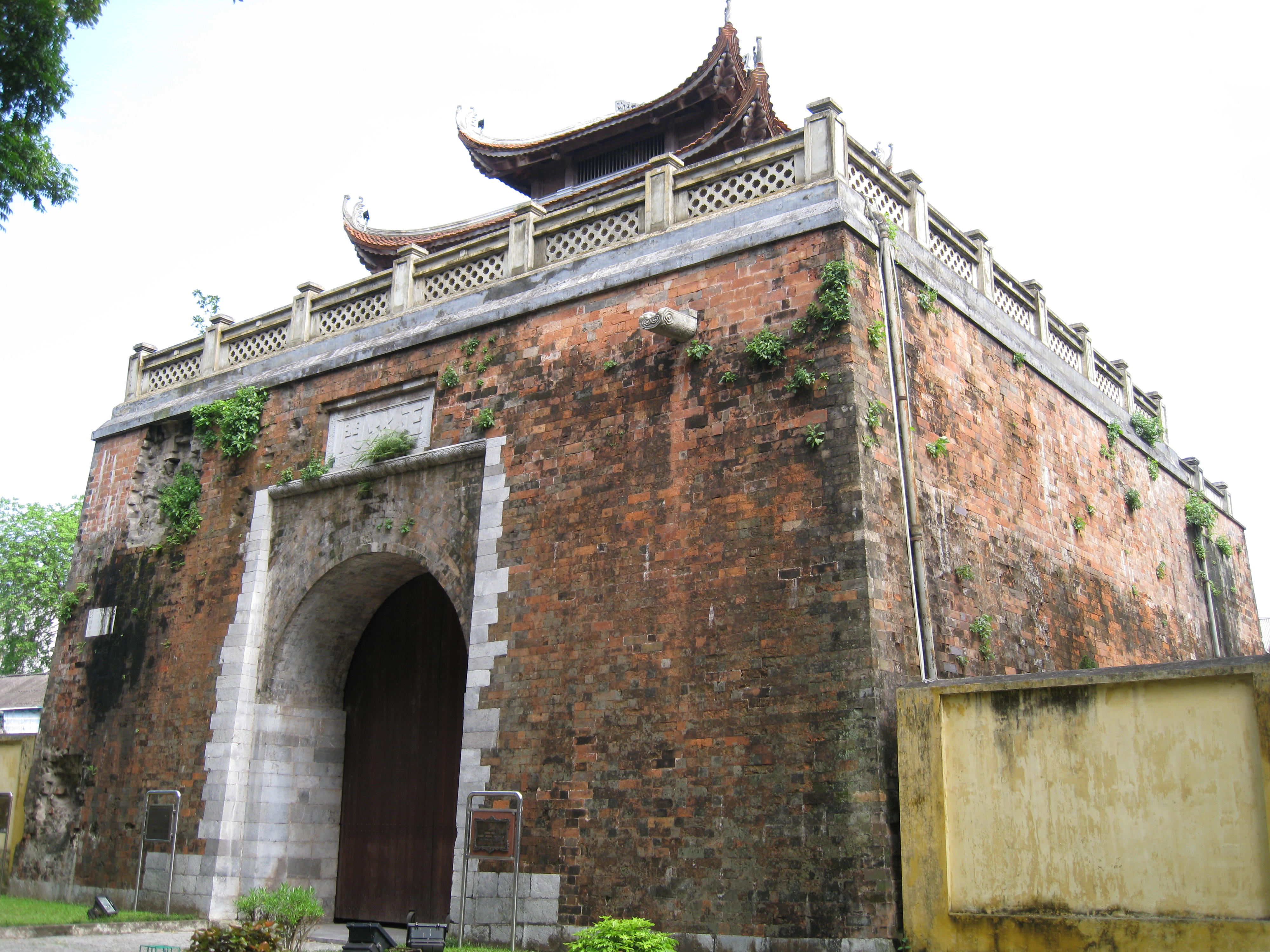
Tường xây bằng gạch vồ của Bắc Môn, Hoàng thành Thăng Long.

## Dụng cụ cho công tác xây

### Dụng cụ định hướng khối xây
Dụng cụ định hướng cho khối xây bao gồm: hệ thống định hướng tổng thể khối xây trong suốt mỗi đợt xây, và dụng cụ định hướng cho từng lớp xây.
Hệ lèo (lèo tên gọi dân dã với nghĩa "lèo lái", để chỉ hệ thống dẫn hướng) là hệ thống định hình tổng thể khối xây trong không gian trước và trong khi tiến hành thi công khối xây đó. Hệ lèo dẫn hướng cho việc xây khối xây ít nhất là trong suốt một đợt xây, do đó nó phải được thiết lập từ đầu ngay trước khi xây và được giữ nguyên định dạng đó trong suốt quá trình xây mỗi đợt xây của khối xây.

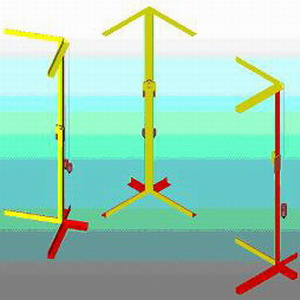
Cột lèo cải tiến có gắn dọi và thước cữ di động.

Hệ lèo bao gồm: Cột lèo và các loại dây lèo. Cột lèo có chức năng cơ bản nhất là cái trụ để treo buộc và căng mắc các loại dây lèo. Nếu cột lèo làm từ những loại thanh trụ thẳng tương đối chuẩn (ví dụ dùng thước tầm làm cột lèo), thì khi được dọi đứng cột lèo loại này có thể thay thế cho dây lèo đứng ở vị trí bắt mỏ tại hai đầu mỗi phân đoạn. Nếu dùng thước tầm làm cột lèo mà trên đó có vạch các vạch thước cữ xây, hoặc gắn mẩu thước cữ di động trên cột lèo thì cột lèo có thêm chức năng điều chỉnh cữ xây nữa. Khi đó ta có loại cột lèo cải tiến: vừa là chỗ căng dây lèo và dây xây, vừa chỉnh thẳng đứng mặt bên khối xây nhờ dọi, lại vừa điều chỉnh độ đồng đều và độ ngang bằng của lớp xây.
Dây lèo tạo ra các mặt phẳng giới hạn biên của khối xây, gọi là các mặt phẳng lèo, để khi thi công mỗi đợt xây, các mặt biên của đợt xây được căn chỉnh trùng với các mặt phẳng lèo này. Có ba loại dây lèo: lèo đứng, lèo ngang và lèo xiên. Trong mỗi khối xây, ta có thể tổ hợp 2 trong ba loại dây lèo này lại tạo ra một mặt phẳng lèo, để định vị cho một mặt bên khối xây. Các mặt phẳng lèo của mỗi khối xây giao nhau tại một dây lèo, làm cho khối xây (cụ thể là mỗi đợt xây) được định hình trong không gian ngay trước khi bắt đầu tiến hành xây đợt xây đó. Do dùng làm hệ thống định hướng, nên các dây lèo cần phải được căng thật thẳng. Dây lèo đứng kết hợp với dây lèo ngang hoặc dây lèo xiên tạo ra mặt phẳng lèo đứng (qua vị trí biên khối xây và vuông góc với mặt đất), định hướng cho các mặt bên khối xây thẳng đứng.
Trong các khối xây thẳng đứng, dây lèo ngang thường được căng, qua 2 cột lèo, ở cao độ khoảng 1,8-2,0 m so với mặt sàn công tác (cao hơn chiều cao của một đợt xây, nhưng trong tầm với của người thợ). Dây lèo ngang là nơi căng giữ dây lèo đứng. Trên mỗi tuyến dây lèo ngang có thể có một hay nhiều phân đoạn xây cùng được xây, nhưng chiều dài mỗi phân đoạn không nên quá 12 m để cho dây xây trong mỗi phân đoạn không bị võng.
Dây lèo đứng đòi hỏi phải được dựng thật căng và thật thẳng đứng để đảm bảo độ thẳng đứng so với mặt đất của mặt phẳng lèo đứng cũng như mặt bên và góc của các khối xây đứng (như khối xây tường, khối xây trụ,...). Để đảm bảo lèo đứng thẳng đứng, lèo đứng phải được dọi theo cả hai phương (phương song song với mặt phẳng lèo đứng và phương vuông góc với mặt phẳng lèo đứng). Để đảm bảo độ căng của dây lèo đứng, đầu trên của lèo đứng được treo buộc vào lèo ngang, đầu dưới phải được ghim chặt vào mạch vữa nằm dưới cùng của viên xây bắt mỏ lớp dưới cùng. Tại mỗi phân đoạn xây, tối thiểu phải dựng 2 dây lèo đứng ở 2 đầu phân đoạn.
Lèo xiên được sử dụng cho những khối xây có những mặt phẳng biên nằm nghiêng (lèo xiên để định hướng cho những mặt nghiêng này của khối xây). Các loại khối xây như thế có thể kể đến: khối xây tường thu hồi của nhà mái dốc, khối xây tường đỡ bản thang bộ, khối xây bậc thang bộ, khối xây đê, kè, đập thủy lợi,....
Dây xây là dụng cụ có chức năng dẫn hướng cho từng lớp xây. Dây xây làm hai nhiệm vụ vừa điều chỉnh mặt bên của các viên gạch đá hàng ngoài của lớp xây trùng với mặt phẳng lèo, vừa điều chỉnh cao độ toàn bộ lớp xây được ngang bằng đồng thời kết hợp cùng các dụng cụ khác điều chỉnh độ dày (cữ xây) của lớp xây.

### Dụng cụ kiểm tra khối xây
Là nhóm dụng cụ để kiểm tra các tiêu chí chất lượng khối xây, để dựng hệ thống định hướng cho khôi xây trong không gian trước khi tiến hành xây. Những dụ cụ này bao gồm:
- Dọi là dụng cụ để dựng thẳng đứng và kiểm tra độ thẳng đứng so với mặt đất đối với dây lèo đứng, cột lèo; kiểm tra độ thẳng đứng của mặt bên yêu cầu thẳng đứng của các khối xây trụ hay tường, kiểm tra độ thẳng đứng tổng thể của các khối xây.
- Ni vô để kiểm tra độ ngang bằng và dựng ngang bằng dây xây, kiểm tra độ ngang bằng của mỗi lớp xây sau khi xây.
- Thước tầm để kiểm tra độ phẳng của các mặt bên khối xây.
- Thước cữ để đo và điều chỉnh độ dày đồng đều của từng lớp xây.
- Thước vuông để kiểm tra và điều chỉnh các góc cạnh yêu cầu phải vuông trong các khối xây tường hay trụ xây.

### Dụng cụ thực hiện xây chính

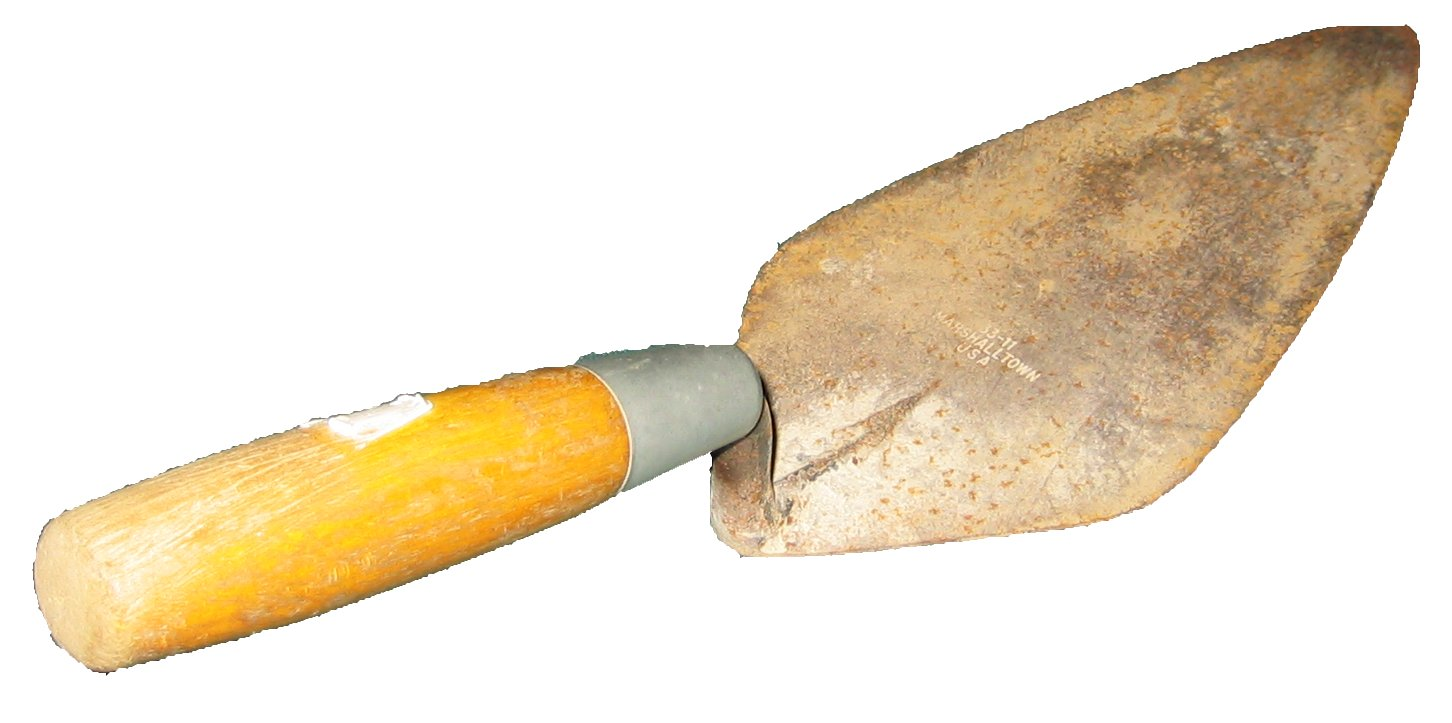
Bay

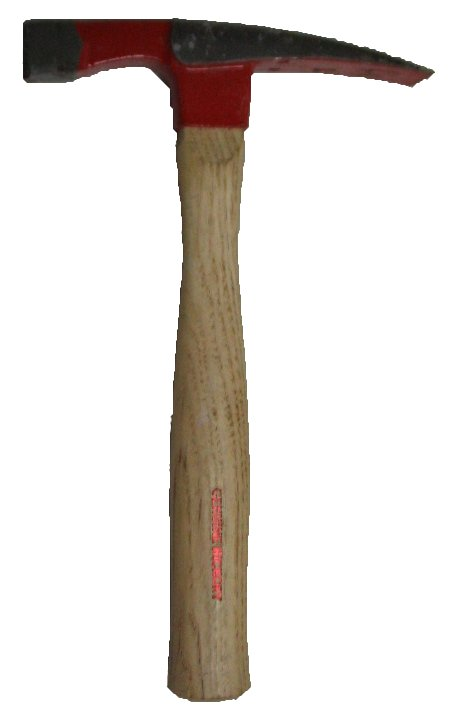
Búa xây đá

- Dao xây dùng để tạo mạch vữa (xúc vữa, rải vữa trước khi đặt gạch, vét vữa thừa, trèn và miết mạch vữa khi đã đặt gạch xong), chặt gạch và đặt gạch (gõ và chỉnh gạch theo dây xây và dây lèo). Các chức năng này của dao xây cũng có ở bay nên có thể dùng bay thay cho dao xây và ngược lại. Dao xây thích hợp cho việc chặt chém các loại gạch nguyên khối thành các viên mẩu thích hợp, nên thường được dụng làm dụng cụ duy nhất thay cho bay và búa xây khi xây gạch.
- Bay cũng có các chức năng tương tự như dao xây là: để tạo mạch vữa và đặt gạch. Chức năng chặt chém gạch đá nguyên khối thành các viên mẩu thích hợp, của bay là kém hơn. Chúng không thể chặt được các loại gạch bloc lớn, có cường độ cao và đặc biệt là đá xây. Nên bay chỉ thích hợp để chém các loại gạch cỡ nhỏ, có cường độ vừa phải như gạch chỉ, khi đó bay có thể là dụng cụ xây chính duy nhất thay cho dao xây. Còn gạch đá cỡ lớn muốn pha nhỏ khi xây, phải dùng dao xây (khi xây gạch), hay dùng kết hợp bay với búa xây (khi xây đá). Bay hoặc dao xây thường được người thợ nề cầm ở tay thuận khi xây. Khi xây các khối xây có bề mặt lớp lớn và chạy dài, để tăng năng suất có thể rải vữa bằng xẻng.
- Búa xây là loại dụng cụ chuyên dùng để xây đá, công dụng là để pha nhỏ dựa theo thớ đá, các khối đá nguyên khối với hình dạng bất kỳ thành các viên đá có hình dạng (khối vuông vức, phiến, nêm hay trứng) và kích thước phù hợp với yêu cầu đặc thù của từng vị trí mỗi viên đá xây trong khối xây. Búa xây là dụng cụ chuyên để thao tác với đá xây trong khối xây đá. Khi xây đá kết hợp búa xây với bay (dụng cụ để thao tác với vữa: xúc vữa, phất vữa trèn mạch và miết mạch vữa).

### Dụng cụ phụ nề
- Dụng cụ đong đếm vật liệu: hộc đong vật liệu theo thể tích, xô, thúng (đong cát, vôi, xi măng, nước,...),
- Dụng cụ nhào trộn vữa: xẻng, cuốc,...
- Dụng cụ để vận chuyển vật liệu (vữa, gạch đá): xe cút kít, xe cải tiến,...
- Dụng cụ chứa đựng vật liệu khi xây: hộc chứa vữa,...
- Giáo công tác

## Các yêu cầu kỹ thuật chung của công tác xây

### Khối xây không bị trùng mạch
Trùng mạch là hiện tượng các mạch vữa đứng trong các lớp xây liên tiếp nối liền với nhau thành một tuyến thẳng hàng hoặc gần như thẳng hàng, dọc theo phương tác dụng của tải trọng nén, mà phương này thường vuông góc với lớp xây.
Trùng mạch làm khối xây bị chia tách thành các chồng gạch đá riêng lẻ, nằm kẹp hai bên mỗi dải mạch đứng, và có độ mảnh kết cấu rất lớn theo phương chịu lực nén, mà không có sự liên kết giữa các chồng gạch đá đó với nhau trong khi xây. Khả năng chịu lực của khối xây trùng mạch bị yếu đi rất nhiều so với không trùng mạch, kể cả khi vữa đã có cường độ, thậm chí có thể bị sụp đổ do mất ổn định. Muốn khắc phục người ta phải tạo ra các viên khóa nằm trong các lớp xen kẽ, để liên kết hai phần khối xây ở hai bên dãy mạch đứng và phá vỡ sự liên tục của dãy mạch đứng này.
Xử lý hiện tượng trùng mạch bằng cách ngắt sự nối liền các mạch vữa đứng bởi những viên gạch đá khóa mạch. Dọc theo phương tải trọng nén, thỉnh thoảng hay thường xuyên dùng những viên khóa mạch đặt vắt ngang qua bên trên mỗi mạch vữa đứng lớp dưới (chiều kích thước của viên khóa mạch, vuông góc với mạch đứng, được đặt vắt qua mỗi bên mạch đứng cần khóa một nửa), ngắt dòng mạch đứng ra. Các viên khóa mạch của một lớp ngay bên dưới tập hợp thành lớp trên, với tất cả các mạch vữa đứng lớp trong nó nằm so le với mạch vữa đứng lớp dưới.
Khi xây gạch, để khỏi trùng mạch, độ lệch mạch trong khối xây phải lớn hơn hay bằng một phần tư chiều dài viên gạch, ≥ L/4.
Đối với mạch vữa đứng dọc (mạch dọc) có thể cho phép trùng mạch tới năm lớp, tuy nhiên không trùng mạch dọc vẫn là tốt nhất. Còn đối với mạch vữa đứng ngang (mạch ngang) thì không cho phép trùng mạch (mỗi lớp trên phải khóa ngay mọi mạch ngang của lớp dưới liền kề).

### Mọi mạch vữa phải no đầy
Vữa xây làm nhiệm vụ kết dính các viên gạch trong khối xây. Tất cả các mạch vữa trong khối xây phải được trèn đầy và ép ngoài cho chặt, nhất là mạch đứng. Nếu không đầy mạch, sẽ làm giảm yếu cục bộ khối xây. Tuy nhiên, cường độ vữa xây thường thấp hơn hay ngang bằng cường độ của gạch đá và lại phát triển dần theo thời gian (không có ngay được tại thời điểm thực hiện xây), nên mạch vữa quá dày cũng làm yếu khối xây. Theo quy phạm thi công công tác xây của Việt Nam, thì mạch vữa trong khối xây gạch chỉ thường dày 0,8-1,2 cm.

### Khối xây phải thẳng đứng (về tổng thể)
Khối xây chịu kéo và chịu uốn kém, nó chịu nén tốt nhất theo phương vuông góc với lớp xây của nó. Do chịu nén tốt, nên khối xây càng thẳng đứng thì nó chịu nén càng đúng tâm và càng đỡ mất ổn định hơn. Trường hợp các khối xây có mặt bên nằm nghiêng, (không thẳng đứng) như các khối xây móng, khối xây đê, đập,..., để các khối xây này làm việc trong trạng thái chịu nén đúng tâm, thì chúng cần được xây rật cấp theo bậc thang thành các tiết diện tổng thể dạng hình thang cân, trên nhỏ dưới đế to, để hợp lực của tải trọng nén có điểm đặt trùng với trọng tâm chân đế các kết cấu xây đó.

### Mặt trên mỗi lớp xây phải phẳng và ngang bằng

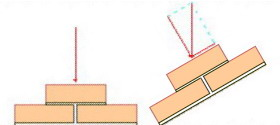
Mặt trên lớp xây ngang bằng thì tải nén vào lớp xây không có thành phần gây trượt tách lớp.

Nếu lớp xây nằm nghiêng, mỗi viên gạch trong lớp đó sẽ chịu tác động bởi một tải trọng nén xiên so với mặt trên viên gạch. Tải trọng này, phân thành hai lực thành phần, một theo phương vuông góc với mặt trên viên gạch, tạo nén tốt lên mạch vữa nằm và các lớp dưới (phát huy hết ưu điểm của kết cấu xây gạch đá), nhưng thành phần còn lại, hướng dọc theo mạch vữa nằm, gây hiện tượng trượt tách giữa các lớp xây, ảnh hưởng xấu tới kết cấu thống nhất của khối xây. Nếu các lớp xây ngang bằng thì tải trọng nén chỉ còn thành phần thứ nhất, khi đó phát huy được ưu điểm của kết cấu xây gạch đá, mà không phát sinh lực trượt không tốt giữa các lớp xây.
Trong kết cấu vòm (khối xây vòm) yêu cầu này được chuyển thành: lớp xây vòm phải vuông góc với phương tiếp tuyến với trục vòm tại mỗi vị trí (cũng tức là vuông góc với phương trục vòm).

### Mặt bên khối xây phải phẳng
Mặt bên (mặt biên) khối xây phải phẳng không lồi lõm cục bộ làm khối xây chịu lực tốt hơn, đồng thời đẹp hơn và tiết kiệm vật liệu, nhân công hoàn thiện.

### Góc của các khối xây tường và trụ phải vuông
Các loại khối xây thường có bề mặt nổi lên trên mặt đất, không bị khuất lấp, như khối xây tường, trụ,... cần được đảm bảo về mặt mỹ quan ngay trong khi thực hiện công tác xây. Các góc của các khối xây tường hay trụ cần phải vuông góc, để khi thực hiện các công tác hoàn thiện (lát, ốp,...), bề mặt lát nền hay ốp tường hoặc trụ được đẹp không méo tại vị trí các góc đó.

## Kỹ thuật xây tường

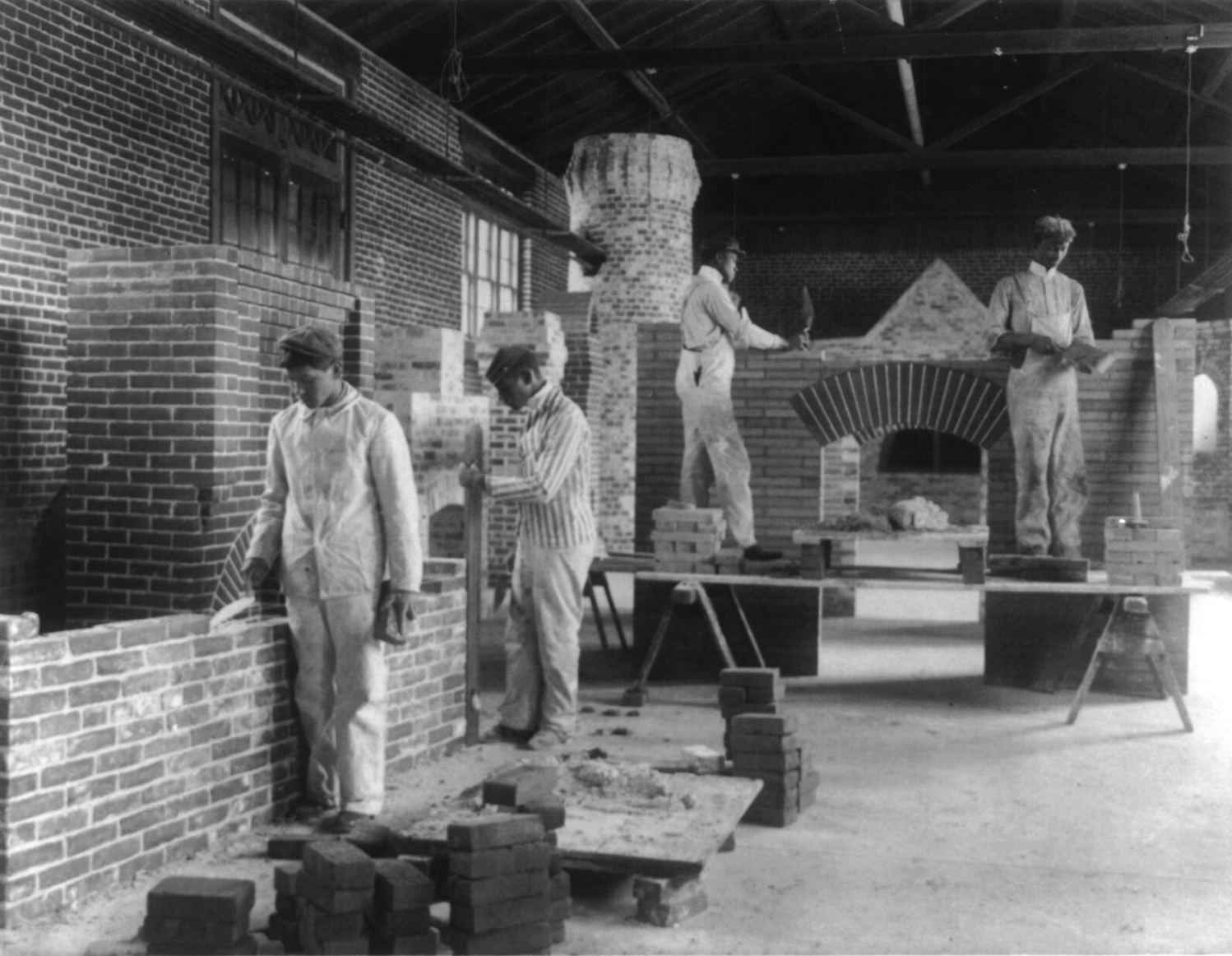
Sinh viên Đại học Hampton, Hampton bang Virginia Hoa Kỳ, đang thực tập xây.
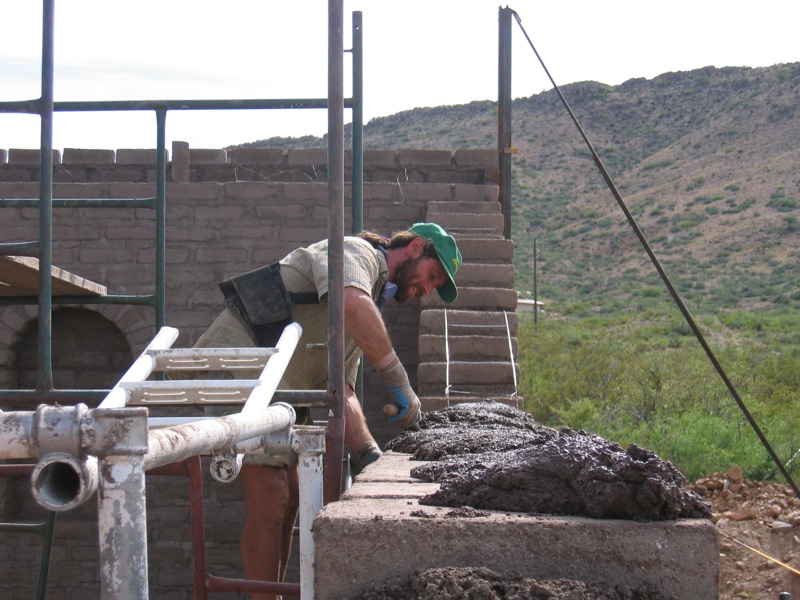
Một thợ nề rải vữa lên trên bề mặt của một lớp xây tường gạch, trước khi đặt một lớp gạch tiếp theo.
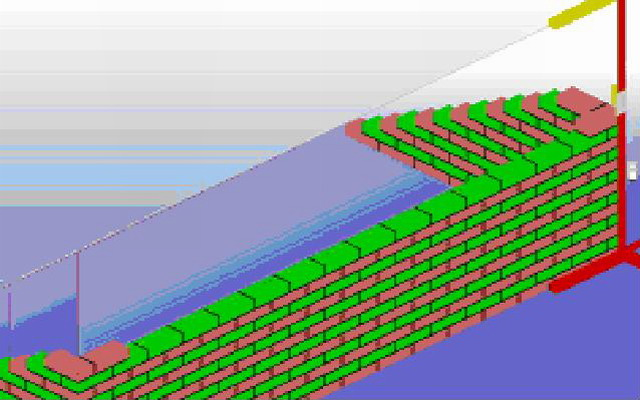
xây tường đơn.
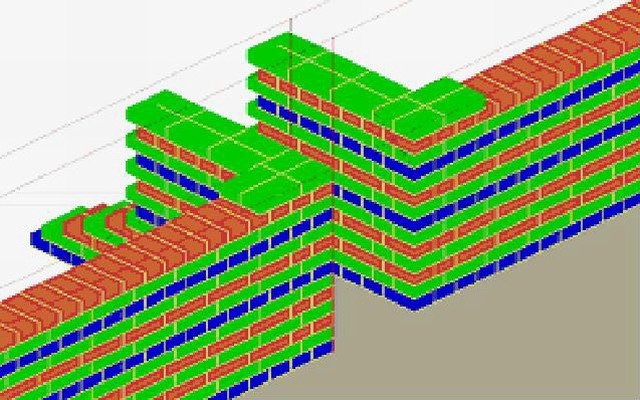
xây tường đôi.